# Vinzenz Feckter
Vinzenz Feckter (* 5. Dezember 1847, in Paffrath, heute Bergisch Gladbach; † 1916 in Bergisch Gladbach) war ein deutscher Fotopionier und Amateurfotograf.
Nach seiner Ausbildung unterrichtete er wie sein Vater bis 1882 an den Schulen in Zündorf, Flittard und Schlebusch. Dann zwang ihn ein Gehörleiden, den Beruf aufzugeben. Denn bereits den damals obligatorischen Musikunterricht hätte er unmöglich geben können.
Aufgrund seiner Gehörlosigkeit von den Ortsbewohnern oft als Sonderling betrachtet, lebte er mit seinen beiden unverheirateten Schwestern Clementine und Clara bis zu seinem Tode 1916 in Paffrath. Sein finanzielles Auskommen fand er mittels Fotografien, die er u. a. mit einer vom ansässigen Schreinermeister Weyer angefertigten Plattenkamera anfertigte. Bereits in den 1950er-Jahren wurden einige Aufnahmen aus dem Nachlass in der Bergischen Landeszeitung veröffentlicht, erst in den 1970er-Jahren versuchte sich ein Mitarbeiter des LVR-Institut für Landeskunde und Regionalgeschichte, (vormals: Amt für rheinische Landeskunde) in Bonn  an der systematischen Zuordnung.

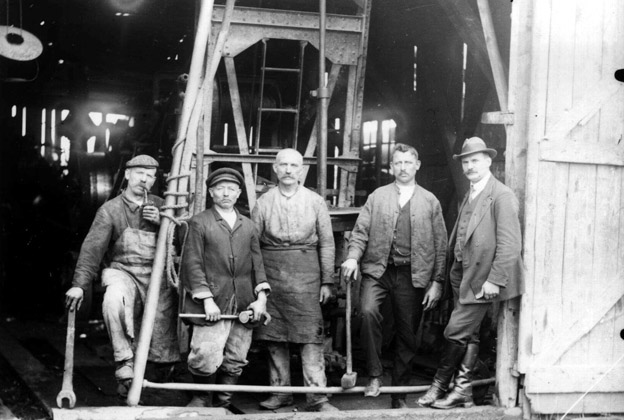
Arbeiter der Grube Eduard & Amalia, Foto von Vinzenz Feckter (1910)

Seine Bilder beschränken sich nicht allein auf die übliche Porträt- und Genrefotografie  („staged photography“), da Feckter, wie z. B. bei dem besonders ausdrucksstarkem Gruppenporträt der vier Anstreicher offensichtlich Wert darauf legte, dass die Gesellen nicht ihre beste „Montur“ anlegten, sondern mit farbverspritzter Hose, Kittel und verklebtem Pinsel ein möglich lebendiges Abbild der Realität dem Betrachter boten. Außerdem dokumentierte Feckter bewusst Veränderungen, indem er das gleiche Motiv im Laufe der Jahre immer wieder auf seinen Glasplatten festhielt.
Darüber hinaus machte sich Feckter um die Regionalgeschichte Bergisch Gladbachs verdient, da viele seiner Bilder den Wandel seiner Umgebung zu Lebzeiten nachhaltig dokumentieren.

## Belege
1. ↑  Hebborn : ein Beitrag zur Heimatgeschichte Bergisch-Gladbachs : herausgegeben anläßlich des 75-jährigen Bestehens der Hebborner Kirche zu den Heiligen Drei Königen, Bergisch Gladbach : Heider-Verlag, 1987, S. 24f u. 146, ISBN 3-87314-189-2

| Personendaten    | Personendaten    |
| ---------------- | ---------------- |
| NAME             | Feckter, Vinzenz |
| KURZBESCHREIBUNG | Fotograf         |
| GEBURTSDATUM     | 5. Dezember 1847 |
| GEBURTSORT       | Paffrath         |
| STERBEDATUM      | 1916             |
| STERBEORT        | Paffrath         |